# Milford Graves
Milford Graves (Jamaica, Queens, 20 de agosto de 1941 – 12 de febrero de 2021) fue un baterista estadounidense, reconocido por su asociación con artistas como Paul Bley, Albert Ayler y The New York Art Quartet. Era considerado un pionero del jazz y grabó cinco álbumes en calidad de líder de banda, además de registrar una gran cantidad de colaboraciones en álbumes de otros músicos. Se desempeñó además como profesor de música, artista visual y escultor.
Falleció el 12 de febrero de 2021 a los setenta y nueve años a causa de un paro cardorrespiratorio.

## Primeros años
Graves nació en Jamaica, Queens, Nueva York, el 20 de agosto de 1941. Comenzó a tocar la batería cuando tenía tres años y conoció las congas a los ocho. También estudió timbales y percusión africana a una edad temprana. A principios de la década de 1960, lideraba bandas de baile y tocaba en conjuntos latinos / afrocubanos en Nueva York junto a Cal Tjader y Herbie Mann. Su grupo, el Milford Graves Latino Quintet, incluía al saxofonista Pete Yellin, el pianista Chick Corea, el bajista Lisle Atkinson y el conga Bill Fitch.

## Discografía

### Como líder
- 1965: Percussion Ensemble (ESP) con Sunny Morgan
- 1977: Meditation Among Us (Kitty) con Kaoru Abe, Toshinori Kondo, Mototeru Takagii y Toshiyuki Tsuchitori
- 1977: Bäbi (IPS) con Arthur Doyle y Hugh Glover
- 1998: Grand Unification (Tzadik)
- 2000: Stories (Tzadik)

### Como invitado
Con Montego Joe
- Arriba! (Prestige)
- Wild & Warm (Prestige)

Con Giuseppi Logan
- The Giuseppi Logan Quartet (ESP)
- More Giuseppi Logan (ESP)

Con Paul Bley
- Barrage (ESP)

Con New York Art Quartet
- New York Art Quartet (ESP)
- Mohawk (Fontana)
- 35th Reunion (DIW)
- call it art (Triple Point Records)

Con Jazz Composer's Orchestra
- Communication (Fontana)

Con Miriam Makeba
- Makeba Sings! (RCA)

Con Lowell Davidson
- The Lowell Davidson Trio (ESP)

Con Don Pullen
- At Yale University (PG)
- Nommo (SRP)

Con Albert Ayler
- Holy Ghost: Rare & Unissued Recordings (1962–70) (Revenant)
- Love Cry (Impulse!)

Con Sonny Sharrock
- Black Woman (Vortex)

Con Andrew Cyrille
- Dialogue of the Drums (IPS)

Con Sun Ra
- Untitled Recordings (Transparency)

Con Kenny Clarke/Andrew Cyrille/Famoudou Don Moye
- Pieces of Time (Soul Note)

Con David Murray
- Real Deal (DIW)

Con John Zorn
- 50th Birthday Celebration Volume 2 (Tzadik)

Con Anthony Braxton & William Parker
- Beyond Quantum (Tzadik)

 Con Bill Laswell
- Space/Time - Redemption (TUM Records)
- The Stone (Back In No Time) (M.O.D. Technologies)

 Con Sam Amidon
- The Following Mountain (Nonesuch Records)